# 잉그리드 뉴커크

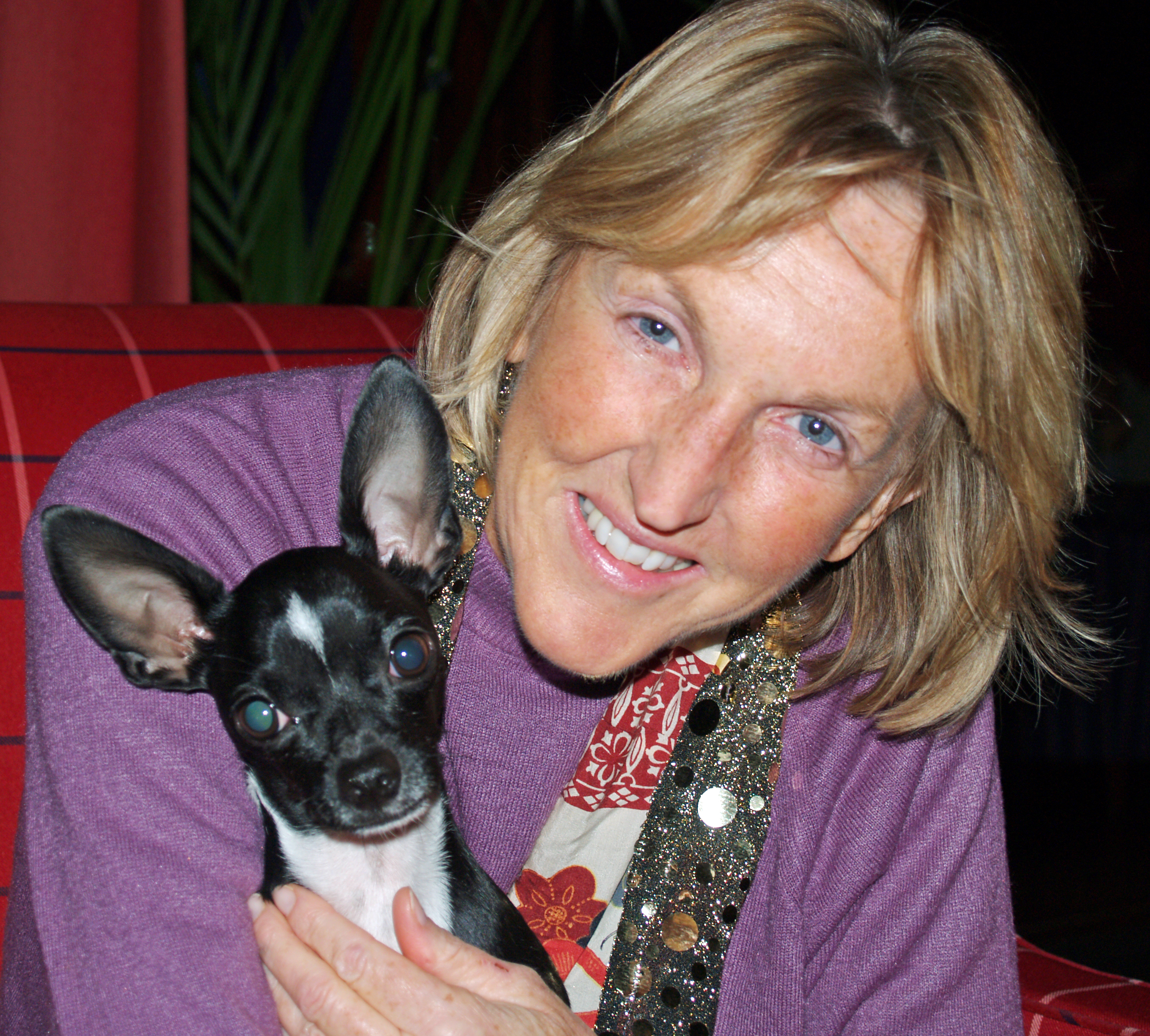

잉그리드 뉴커크(Ingrid Newkirk, 1949년 6월 11일 ~ )는 영국 태생으로 동물권 활동가, 작가 그리고 세계에서 가장 큰 동물권 단체 PETA의 공동창립자이자 현재 대표이다. 잉그리드는 PETA의 채식주의, 동물권을 알리기 위해 이색적인 캠페인을 벌이는 것으로 유명하다.
1970년대, 그녀의 주도 아래 워싱턴 D.C 시의회는 중성화 수술 전문 병원 설립, 입양 프로그램, 수의사 서비스를 위한 공공 기금 조성 등과 같은 법안을 통과시켰고 잉그리드는 1980년도 '올해의 워싱턴 시민'으로 선정되기도 했다. PETA에서 그녀는 여러 화장품 회사의 동물 실험 금지를 이끌어냈고 대형 슈퍼마켓체인점들로 하여금 높은 복지 환경에서 생산된 고기를 판매하도록 설득해냈다.
이처럼 그녀는 동물복지를 증진시키는 데 여러 노력을 했지만 그녀는 여전히 종차별을 반대하고 동물들이 옷, 먹거리, 실험, 유흥산업에 사용되는 것을 강하게 비판한다.